# Паниных, Любовь Владимировна
Любовь Владимировна Паниных (род. 3 апреля 1941 года, деревня Тихая, Пермская область, СССР) — российская и советская лыжница и биатлонистка (спорт слепых), четырёхкратная Паралимпийская чемпионка. Заслуженный мастер спорта России.

## Биография
Инвалид по зрению с детства. Училась в сельской семилетней школе, в специальной школе для слабовидящих в г. Березники, куда переехала 18-летней в 1959 году. Работала в УПП Всероссийского общества слепых.
Из автобиографии:
"Я родилась незадолго до начала Великой Отечественной войны. Жили с мамой вдвоём в посёлке лесозаготовителей. В 1941-м почти все мужчины ушли на фронт, а женщины начали работать за них на лесоповале. Даже те, у кого были совсем маленькие детишки, уходили в лес, и там трудились с утра до позднего вечера. Меня и других малышей отправили в круглосуточные ясли-сад. Там, помню, было холодно и голодно. В полтора года я простыла и заболела золотухой. Тяжело. Еле выжила. Осложнение — почти полная слепота, чуть-чуть только виден свет. В садик меня уже не брали. А маму все равно заставляли ездить в лес. Жили мы в бараке, разделенном дощатыми переборками на комнатушки. Я одна с утра до вечера сидела в нашей комнатушке. Так год за годом. Меня и в школу не брали из-за слепоты…Когда мне исполнилось девять с половиной лет, мама пошла в сельсовет и настояла на том, чтобы меня, незрячую, взяли в школу. В школе работали только двое педагогов — муж с женой, он директор, она учительница. Два класса он учит, два класса она. Приняли они меня очень неохотно, да и то только вольным слушателем, потому что я пришла в первый класс уже где-то к концу второй четверти и из всего алфавита знала только букву «о». "
Лыжным спортом серьёзно начала заниматься в 43 года. В 1987 г. вошла в состав в сборной команды СССР. В 1989 г. в Норвегии на чемпионате Европы по лыжному спорту среди инвалидов завоевала две золотые и одну серебряную медали. В 1990 г. приняла участие в чемпионате мира в США, в 1991 г. — в чемпионате Европы в Италии, 1993 г. — в турнире рыцарей в Норвегии, 1995 г. — в чемпионате Европы в Словакии, 1996 г. — в чемпионате мира в Швеции, в 1997 г. — чемпионате Европы в г. Тобольске.
В зимних Паралимпийских играх: в 1992 г. в г. Альбервиль (Франция), два года спустя — в г. Лиллехаммер (Норвегия), в марте 1998 г. — в г. Нагано (Япония), где завоевала бронзовую медаль в гонке на 5 км классическим стилем. В 2002 г., будучи отчисленной из сборной по возрасту, приняла участие в VIII Паралимпийских играх в Солт-Лейк-Сити (США).

## Награды
орден Дружбы (1998), «За личное мужество», медали «80 лет Госкомспорту» (2003), "За милосердие (2006) Международного фонда «Меценаты столетия» в рамках IV фестиваля спорта и творчества инвалидов, почетным знаком «За развитие физкультуры и спорта» (2006). Почетный гражданин г. Березники (1992).